# Peter van Roye
Peter van Roye, né le 30 mai 1950 à Lingen, est un rameur d'aviron ouest-allemand.

## Palmarès

### Jeux olympiques
- 1976 à Montréal
  -  Médaille de bronze en deux sans barreur[1]

### Championnats du monde
- 1974 à Lucerne
  -  Médaille de bronze en quatre sans barreur